# بایرون سینگ شخاوات
بایرون سینگ شخاوات (به انگلیسی: Bhairon Singh Shekhawat؛ ۲۳ اکتبر ۱۹۲۳ – ۱۵ مهٔ ۲۰۱۰) سیاست‌مدار اهل هند بود.
او از تاریخ ۱۹ اوت ۲۰۰۲ تا ۲۱ ژوئیهٔ ۲۰۰۷، یازدهمین معاون رئیس‌جمهور هند  بود.